# Kiss (album de Kiss)
Pour les articles homonymes, voir Kiss.
Albums de Kiss
Hotter Than Hell
Kiss est le premier album studio du groupe Kiss, paru le 18 février 1974. La plupart des morceaux ont été écrits par Paul Stanley et par Gene Simmons, en tant que membres de leur précèdent groupe Wicked Lester. Simmons a estimé que l'ensemble du processus de l'enregistrement et du mixage a duré trois semaines, tandis que le coproducteur Richie Wise a affirmé qu'il n'a fallu que treize jours.
L'album a été enregistré au studio "Bell Sound" à New York, dont le propriétaire était la maison de disques Buddah Records. Neil Bogart, le fondateur de Casablanca Records, a été un dirigeant de Buddah Records avant de former Casablanca.
Casablanca Records a organisé une fête le 18 février 1974 à l'hôtel Century Plaza à Los Angeles pour célébrer la sortie de l'album Kiss sur la Côte Ouest des États-Unis, et présenter la maison de disques à la presse et aux dirigeants de l'industrie du disque. En accord avec le thème de Casablanca, la fête inclut des palmiers et un sosie de Humphrey Bogart.
Après le concert, Warner Bros. Records a pris contact avec Neil Bogart et menacé de mettre fin à leur contrat avec Casablanca si les membres de Kiss ne retiraient pas leurs maquillages. Kiss refusa avec l'appui de leur manager Bill Aucoin. Peu de temps après la sortie de l'album Kiss, Warner Bros. Records a publié Casablanca à partir de leur contrat.
À sa sortie, l'album s'est vendu à 75 000 exemplaires avant d'être certifié disque d'or le 8 juin 1977. Aujourd'hui, il s'est vendu à environ 3 millions d'exemplaires. Sept des chansons s'y trouvant sont devenues des classiques de Kiss : Deuce, Strutter, Cold Gin, Firehouse, Black Diamond et, dans une moindre mesure Nothin' to Lose et 100,000 Years. Les cinq premiers feront partie des programmes de la très grande majorité des concerts du groupe, même plusieurs décennies plus tard. L'album a atteint la meilleure position en Nouvelle-Zélande à la 38e place, 84e au Japon et 87e aux États-Unis.

## Couverture
La couverture de l'album présente le groupe positionné sur un fond noir qui rappelle la couverture d'un album de The Beatles, With the Beatles. Trois des quatre membres ont appliqué leur propre maquillage pour la photo de la couverture, celui de Peter Criss est l'œuvre d'un professionnel. Ace Frehley, désirant impressionner les autres membres du groupe de Kiss, a teint ses cheveux avec une bombe de peinture argentée. Frehley ne put sortir durant plusieurs semaines et il subit une réaction allergique à l'argent (comme on peut voir plus tard dans son maquillage autour de ses yeux).[réf. nécessaire]

## Liste des titres
| No  | Titre                | Auteur                           | Chanteur(s)                       | Durée |
| --- | -------------------- | -------------------------------- | --------------------------------- | ----- |
| 1.  | Strutter             | Paul Stanley, Gene Simmons       | Paul Stanley                      | 3:10  |
| 2.  | Nothin' to Lose      | Gene Simmons                     | Paul Stanley, Gene Simmons, Criss | 3:27  |
| 3.  | Firehouse            | Paul Stanley                     | Paul Stanley                      | 3:17  |
| 4.  | Cold Gin             | Ace Frehley                      | Gene Simmons                      | 4:22  |
| 5.  | Let Me Know          | Paul Stanley                     | Paul Stanley, Gene Simmons        | 2:58  |
| 6.  | Kissin' Time         | Kal Mann, Bernie Lowe            | Paul Stanley, Gene Simmons, Criss | 3:52  |
| 7.  | Deuce                | Gene Simmons                     | Gene Simmons                      | 3:06  |
| 8.  | Love Theme from Kiss | Stanley, Simmons, Criss, Frehley | (instrumental)                    | 2:24  |
| 9.  | 100,000 Years        | Paul Stanley, Gene Simmons       | Paul Stanley                      | 3:22  |
| 10. | Black Diamond        | Paul Stanley                     | Peter Criss, (Stanley: intro)     | 5:13  |

## Composition du groupe
- Paul Stanley – chants, guitare rythmique
- Gene Simmons – basse, chants
- Ace Frehley – guitare
- Peter Criss – batterie, chants

## Charts
| Chart            | Position | Certifié    | Ventes    |
| ---------------- | -------- | ----------- | --------- |
| États-Unis       | 87       | 3 × Platine | 3 000 000 |
| Japon            | 84       | Or          | 500 000   |
| Nouvelle-Zélande | 38       | Or          | 500 000   |